# Гомеш, Эштеван
Эштева́н Го́меш (Эстеба́н Го́мес) (порт. Estêvão Gomes, исп. Esteban Gómez; ок. 1483 — 1538) — португальский и испанский мореплаватель, открывший значительную часть восточного побережья Северной Америки.

## Биография
Родился в городе Порту, в молодости служил в португальском флоте, где и приобрел навыки штурмана. В 1518 году переселился в Испанию.
В 1519 году Гомеш в качестве кормчего флагманского корабля флотилии Магеллана «Тринидад» отправился на поиски западного пути к Островам пряностей. Во время плавания, (вероятно, после подавления бунта в бухте Сан-Хулиан) был переведен на «Сан-Антонио». После того, как был открыт Магелланов пролив, капитан-генерал созвал офицеров флотилии на совет, где Эштеван Гомеш не без оснований заявил, что дальнейшее плавание невозможно, поскольку припасов осталось мало, а точное расстояние до Молуккских островов ещё неизвестно, и предложил вернуться в Испанию, объявить о сделанном открытии, после чего вернуться и повторить попытку с новыми кораблями и большим количеством провианта. Однако Магеллан отверг его доводы, и плавание продолжилось.
Вскоре после этого Гомеш и ряд других моряков «Сан-Антонио» подняли бунт, объявили капитана корабля арестованным и направились обратно в Испанию, 6 марта 1521 года достигнув Севильи. Однако там кормчего обвинили в дезертирстве и заключили в тюрьму.
После возвращения «Виктории», совершившей кругосветное путешествие, на основании отчётов Хуана Себастьяна Элькано король решил освободить Гомеша и вскоре поручил ему попытаться найти северо-западный маршрут в Азию. В сентябре 1524 года он на 50-тонной каравелле с 29 членами экипажа отплыл к восточному побережью Северной Америки. Искомый маршрут так и не был найден, но Гомешу удалось разведать большой участок побережья вплоть до Новой Шотландии.
В 1535 году Эштеван Гомеш присоединился к экспедиции Педро де Мендосы к Рио-де-ла-Плата и в 1538 году был убит туземцами в районе реки Парагвай.